# Westfälisches Abendmahl

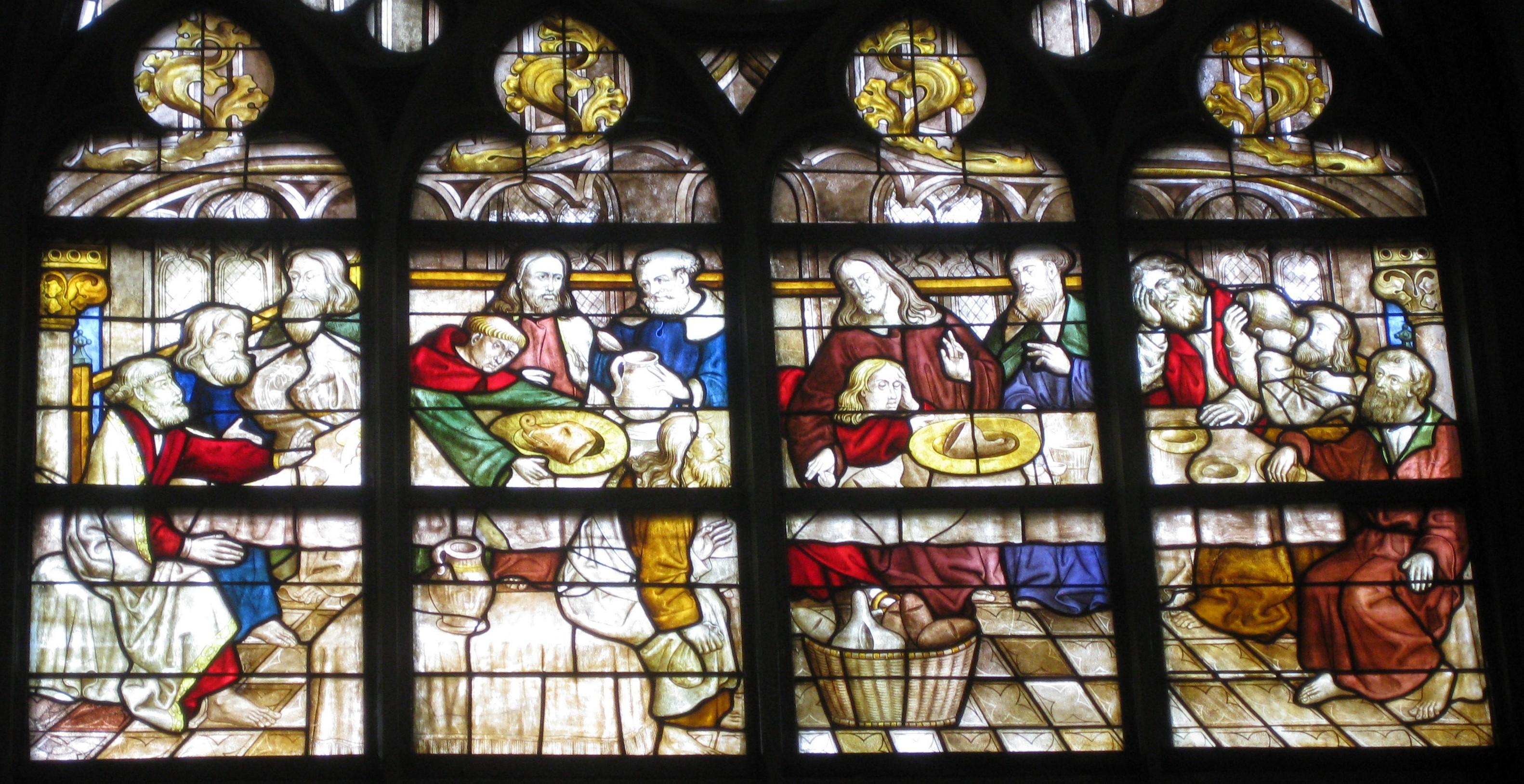
Fenster der Wiesenkirche

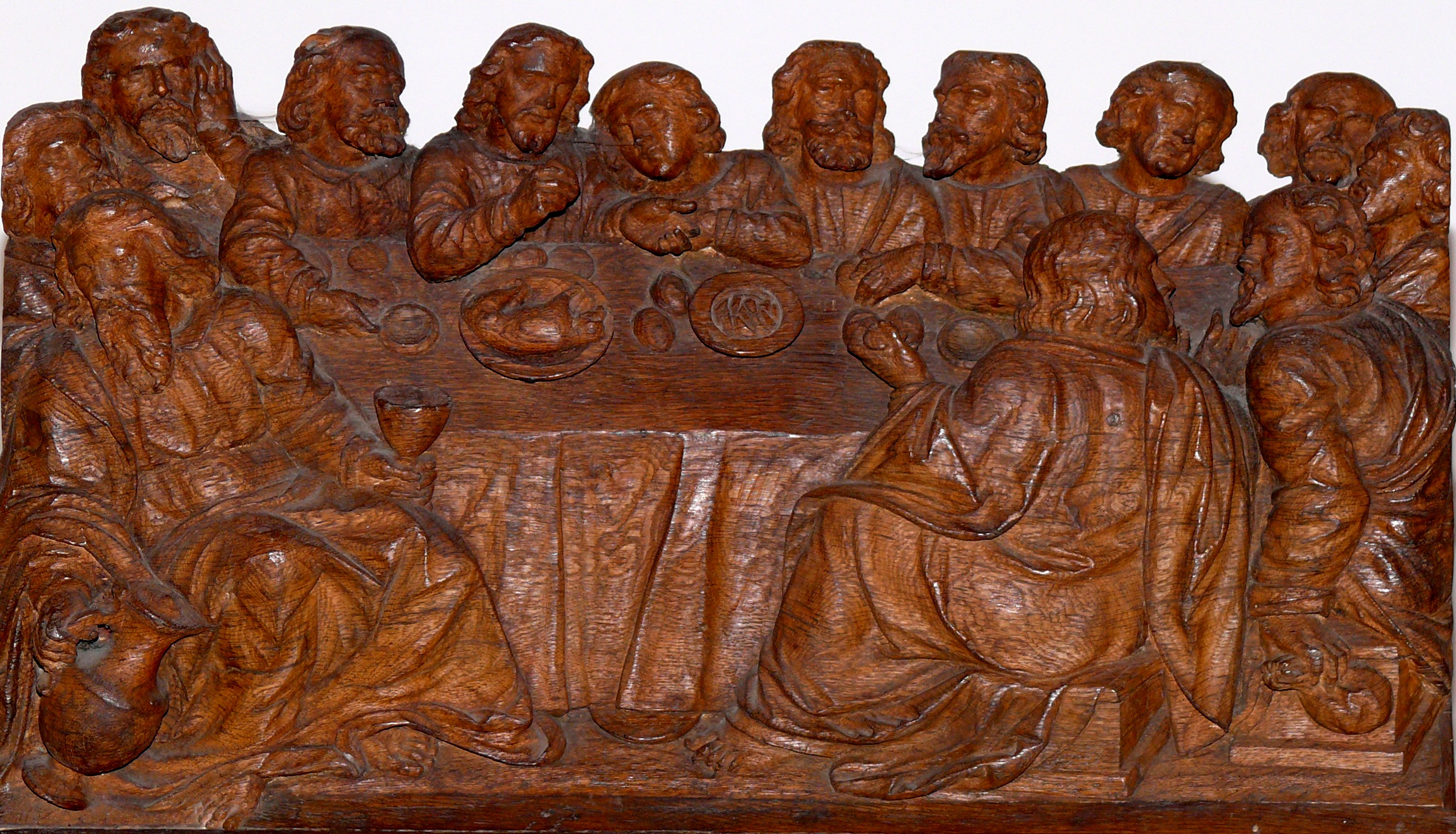
Westfälisches Abendmahl auf dem Altar der Andreaskirche in Lübbecke

Westfälisches Abendmahl wird eine Szene unter anderem aus dem Kirchenfenster über dem Nordportal der Wiesenkirche in Soest genannt. Das Fenster eines unbekannten Künstlers stammt aus der Zeit um 1500. Es zeigt ein klassisches Abendmahl mit Jesus Christus und den zwölf Aposteln.
Der Künstler hat die Handlung des letzten Abendmahls jedoch nach Westfalen verlegt. Anstelle von ungesäuertem Brot und Wein gibt es die Spezialitäten der Soester Heimat. Auf dem Tisch steht links ein Schweinskopf, rechts ein Schinken. Der sechste Apostel von links hat einen Bierkrug mit Deckel in der Hand, am rechten Bildrand trinkt gerade ein Apostel aus einem Bierkrug. Neben dem Schinken stehen auch Schnapsgläser. Unter dem Tisch steht ein Korb mit westfälischem Brot, ganz rechts am Bildrand hat jemand ein Stück Brot in der Hand.
In der mittelalterlichen Tischgemeinschaft sitzt Jesus inmitten seiner Apostel. Einer sitzt vor dem Tisch. An dem Beutel, den er in der rechten Hand hält, erkennt man, dass es Judas ist, der die Verratssilberlinge im Beutel hat. Einige Interpreten meinen, dass seine linke Hand nach dem Stück Brot greift, das Jesus gerade mit seiner rechten Hand austeilt.

„Die Jünger haben gerade erfahren, dass einer von ihnen den Herrn verraten wird. Sie reagieren auf diese erschreckende Nachricht so unterschiedlich, wie wir Menschen es immer tun. Die eine Gruppe wird still und nachdenklich, die andere tröstet sich beim Essen und Trinken und eine dritte Gruppe diskutiert mit lebhaften Gebärden, was sie gerade gehört hat.“

Eine Kopie des Fensters befindet sich im Westfalen Culinarium in Nieheim, Kreis Höxter.
Eine andere Version des westfälischen Abendmahls findet sich in der St.-Andreas-Kirche in Lübbecke. Die aus Holz geschnitzte Darstellung des letzten Abendmahls Jesu mit seinen Jüngern soll auf den Tellern Spanferkel und Grünkernsuppe als typisch westfälische Gerichte zeigen. An der rechten Seite der Jüngerrunde hat Judas einen Geldbeutel in der Hand – in Erinnerung an den Text in der Bibel, nach dem er Jesus für 30 Silberlinge verraten habe.